# نيكلاس بيرغ
نيكلاس بيرغ (بالسويدية: Nicklas Bergh)‏ هو لاعب كرة قدم سويدي، ولد في 6 سبتمبر 1982 في إسكيلستونا في السويد. لعب مع أيك سولنا ونادي إسكيلستونا.

## وصلات خارجية
- نيكلاس بيرغ على موقع قاعدة بيانات كرة القدم.إي يو (الإنجليزية)
- نيكلاس بيرغ على موقع Soccerway.com (الإنجليزية)